# Uvaria
Uvaria L. – rodzaj roślin z rodziny flaszowcowatych (Annonaceae Juss.). Według The Plant List w obrębie tego rodzaju znajduje się 113 gatunków o nazwach zweryfikowanych i zaakceptowanych, podczas gdy kolejnych 196 taksonów ma status gatunków niepewnych (niezweryfikowanych). Występuje naturalnie w klimacie tropikalnym całego świata. Gatunkiem typowym jest U. zeylanica L.

## Morfologia
PokrójZimozielone drzewa, krzewy lub liany. Pędy czasami są pnące.
LiścieNaprzemianległe, pojedyncze, całobrzegie, siedzące.
KwiatyPromieniste, obupłciowe, zebrane w zakrzywione kwiatostany, rozwijają się w kątach pędów, na ich szczytach lub naprzeciwlegle do liści. Mają 3 działki kielicha, zrośnięte u podstawy, nienakładające się na siebie. Płatków jest 6, ułożonych w dwóch okółkach, nakładające się na siebie, czasami są zrośnięte u podstawy. Torus jest obniżony, może być owłosiony lub nagi. Kwiaty mają liczne pręciki. Zalążnia jest górna, składająca się z licznych wolnych owocolistków.
OwoceZebrane w owoc zbiorowy. Osadzone na dłuższych lub krótszych szypułkach.

## Systematyka
Pozycja według APweb (aktualizowany system APG III z 2009)
Rodzaj wraz z całą rodziną flaszowcowatych w ramach rzędu magnoliowców wchodzi w skład jednej ze starszych linii rozwojowych okrytonasiennych określanych jako klad magnoliowych.
Lista gatunków
| - Uvaria acuminata Oliv. - Uvaria afzelii G.F. Scott-Elliot - Uvaria ambongoensis (Baill.) Diels - Uvaria angolensis Welw. ex Oliv. - Uvaria anonoides Baker f. - Uvaria antsiranensis Le Thomas - Uvaria argentea Blume - Uvaria bathiei Ghesq. ex Cavaco & Keraudren - Uvaria baumannii Engl. & Diels - Uvaria beccarii Attan., I.M.Turner & R.M.K.Saunders - Uvaria boniana Finet & Gagnep. - Uvaria borneensis (Merr.) Utteridge - Uvaria brazzavillensis A.Chev. - Uvaria brevistipitata De Wild. - Uvaria cabindensis Exell - Uvaria cabrae De Wild. - Uvaria caffra E. Mey. ex Sond. - Uvaria calamistrata Hance - Uvaria capuronii Keraudren - Uvaria catocarpa Diels - Uvaria chamae P.Beauv. - Uvaria clavata Pierre ex Engl. & Diels - Uvaria clementis (Merr.) Attan., I.M.Turner & R.M.K.Saunders - Uvaria combretifolia Diels - Uvaria comperei Le Thomas - Uvaria concava Teijsm. & Binn. - Uvaria cornuana Engl. & Diels - Uvaria cuanzensis Paiva - Uvaria cuneifolia (Hook.f. & Thomson) L.L.Zhou, Y.C.F.Su & R.M.K.Saunders - Uvaria curvistipitata Attan., I.M.Turner & R.M.K.Saunders - Uvaria dacremontii Boutique - Uvaria dasoclema L.L.Zhou, Y.C.F.Su & R.M.K.Saunders - Uvaria decaryana Cavaco & Keraudren - Uvaria decidua Diels - Uvaria denhardtiana Engl. & Diels - Uvaria dependens Engl. & Diels - Uvaria dinklagei Engl. & Diels - Uvaria diplocampta Diels - Uvaria doeringii Diels - Uvaria excelsa (Hook.f. & Thomson) King - Uvaria farquharii Hutch. & Dalziel - Uvaria faulknerae Verdc. - Uvaria furfuracea (A.DC.) Walp. - Uvaria gabonensis Engl. & Diels - Uvaria glabra Span. - Uvaria grandiflora Roxb. ex Hornem. - Uvaria griffithii L.L.Zhou, Y.C.F.Su & R.M.K.Saunders - Uvaria hamiltonii Hook. f. & Thomson - Uvaria heterotricha Pellegr. - Uvaria hirsuta Jack - Uvaria hispidocostata Pierre ex Engl. & Diels - Uvaria humbertii Ghesq. ex Cavaco & Keraudren - Uvaria javana Dunal - Uvaria johannis Exell - Uvaria kirkii Oliv. ex Hook. f. - Uvaria klaineana Engl. & Diels - Uvaria klainei Pierre ex Engl. & Diels | - Uvaria kurzii (King) P.T. Li - Uvaria kweichowensis P.T. Li - Uvaria lanuginosa Ridl. - Uvaria lastoursvillensis Pellegr. - Uvaria latifolia (G.F. Scott-Elliot) Engl. & Diels - Uvaria laurentii De Wild. - Uvaria leandrii Ghesq. ex Cavaco & Keraudren - Uvaria lemurica Diels - Uvaria leopoldvillensis De Wild. - Uvaria leptoclados Oliv. - Uvaria leptopoda (King) R.E. Fr. - Uvaria littoralis (Blume) Blume - Uvaria lobbiana Hook.f. & Thomson - Uvaria longipes (Craib) L.L.Zhou, Y.C.F.Su & R.M.K.Saunders - Uvaria lucida Bojer ex Benth. - Uvaria lungonyana Vollesen - Uvaria manjensis Cavaco & Keraudren - Uvaria marenteria (DC.) Baill. - Uvaria mendesii Paiva - Uvaria micrantha (A.DC.) Hook.f. & Thomson - Uvaria mocoli De Wild. & T.Durand - Uvaria monticola Miq. - Uvaria muricata Pierre ex Engl. & Diels - Uvaria musaria (Dunal) A.DC. ex Merr. - Uvaria ngounyensis Pellegr. - Uvaria obanensis Baker f. - Uvaria osmantha Diels - Uvaria osmontha Diels - Uvaria ovata (Vahl ex DC.) Hook.f. & Benth. - Uvaria pandensis Verdc. - Uvaria poggei Engl. & Diels - Uvaria psorosperma Pierre ex Engl. & Diels - Uvaria puguensis D.M. Johnson - Uvaria pulchra Louis ex Boutique - Uvaria relambo Deroin & L. Gaut. - Uvaria rivularis Louis ex Boutique - Uvaria rufa Blume - Uvaria saboureaui Cavaco & Keraudren - Uvaria sambiranensis Deroin & L. Gaut. - Uvaria sassandrensis Jongkind - Uvaria scabrida Oliv. - Uvaria schefferi L.L.Zhou, Y.C.F.Su & R.M.K.Saunders - Uvaria scheffleri Diels - Uvaria schweinfurthii Engl. & Diels - Uvaria smithii Engl. - Uvaria sofa G.F. Scott-Elliot - Uvaria suaveolens Louis ex Boutique - Uvaria tanzaniae Verdc. - Uvaria thomasii Sprague & Hutch. - Uvaria tonkinensis Finet & Gagnep. - Uvaria utteridgei L.L.Zhou, Y.C.F.Su & R.M.K.Saunders - Uvaria valvata De Wild. - Uvaria verrucosa Scheff. - Uvaria versicolor Pierre ex Engl. & Diels - Uvaria welwitschii (Hiern) Engl. & Diels - Uvaria wrayi (King) L.L.Zhou, Y.C.F.Su & R.M.K.Saunders |

## Zastosowanie
Rośliny tego rodzaju zawierają acetogeninę – substancję o działaniu przeciwnowotworowym. W zachodniej Afryce gatunek U. chamae ma lokalnie zastosowanie w medycznie niekonwencjonalnej – wyciąg z korzeni służy do przemywania oczu, itp. Niektóre gatunki tego rodzaju mają jadalne owoce.